# Верх-Ядьва
Верх-Ядьва — упразднённая деревня в Юсьвинском муниципальном округе Пермского края России.

## География
Деревня расположена в западной части муниципального округа, в пределах восточной окраины Восточно-Европейской равнины,  на расстоянии менее 11 километров на юго-запад по прямой от села Юсьва. 

### Климат
Климат характеризуется как умеренно континентальный, с продолжительной многоснежной холодной зимой и коротким умеренно тёплым летом. Средняя многолетняя температура самого холодного месяца (января) составляет −15,8 °С (абсолютный минимум — −53 °С), температура самого тёплого (июля) — 17,7 °С (абсолютный максимум — 38 °С). Среднегодовое количество осадков — 554 мм. Снежный покров держится в течение 170—190 дней в году.

## История
Деревня известна с 1795 года как «починок Верх речки Ядвы, Коноваловской». Основана выходцами из деревни Русаковой. До 2020 года деревня входила в состав Юсьвинского сельского поселения Юсьвинского района.     
Официально упразднена в июне 2022 года.

## Население
Постоянное население составляло 2 человека (100% коми-пермяки) в 2002 году,  0 человек в 2010 году.     